# Hydroporus gueorguievi
Hydroporus gueorguievi är en skalbaggsart som beskrevs av Wewalka 1975. Hydroporus gueorguievi ingår i släktet Hydroporus och familjen dykare. Inga underarter finns listade i Catalogue of Life.